# Saccocoma
Saccocoma – wymarły rodzaj bezłodygowych liliowców (Crinoidea) żyjący w okresie jurajskim i kredowym. 
Pływały swobodnie w toni wodnej (nekton). Posiadały 5 podwójnie rozdzielonych ramion. Wielkość okazów Saccocoma wynosi do około 5 cm. Najliczniej spotykane są w górnej jurze (kimeryd, tyton) Niemiec. 
Oprócz tego pospolite także w Tatrach, w tym polskiej części tych gór, np. na wierzchołku Giewontu, gdzie szczątki Saccocoma tworzą ławice wapieni krynoidowych. Występują też w  Alpach. 
Przeważnie liliowce Saccocoma zachowują się w postaci całkowicie rozłączonych elementów szkieletowych, znane są jednak całe szkielety o szczególnie dużej wartości naukowej i kolekcjonerskiej, np. z późnojurajskich utworów z Solnhofen. 
Skamieniałości różnych gatunków Saccocoma mają pewne znaczenie w datowaniu skał i są skamieniałościami pomocniczymi dla późnej jury. 
Gatunki:
- Saccocoma tenella (Goldfuss, 1831)
- Saccocoma quenstedti Sieverts-Doreck & Hess, 2002
- Saccocoma longipinna Hess, 2002
- Saccocoma vernioryi Manni & Nicosia, 1984